# Wiener Partie
Bei der Wiener Partie handelt es sich um eine Eröffnung des Schachspiels. Die Wiener Partie zählt zu den Offenen Spielen und beginnt mit den Zügen
1. e2–e4 e7–e5
2. Sb1–c3
Durch Zugumstellungen sind Überleitungen zum Königsgambit, zum Läuferspiel und zum Vierspringerspiel möglich.
Die Herkunft der Eröffnung wird bereits 1857 in von der Lasas „Leitfaden für Schachspieler“ erwähnt: „Dieser in Wien übliche Zug des Springers“ (S. 47), in der Auflage von 1880 desselben Werkes heißt es: „daher der Name Wiener Partie“ (S. 61). Die ursprüngliche Idee, zunächst die Zentralfelder d5 und e4 zu überdecken und dann eine Art verzögertes Königsgambit mit f2–f4 zu spielen, stammt von dem Wiener Schachmeister Carl Hamppe, wurde im 19. Jahrhundert aber auch „von anderen Wiener Meistern kultiviert.“ (von Bardeleben und Mieses: „Lehrbuch des Schachspiels“, Leipzig 1894, S. 297)
Die Eröffnung wird heutzutage meist positionell behandelt (also ohne den Vorstoß f2–f4). Es fällt Weiß dabei schwer, den Anzugsvorteil zu behaupten. Deshalb wird diese Eröffnung zwischen Großmeistern nur selten gespielt.

## Die Hauptvarianten
Folgende Hauptvarianten sind bekannt:
- 2. … Sg8–f6
  - 3. Lf1–c4 (nach Sf6xe4 kann 4. Dd1–h5 folgen mit Übergang in die scharfe Frankenstein-Dracula-Variante; Sc6 wird das Zweispringerspiel im Nachzuge)
  - 3. g2–g3, das positionelle Fianchetto-System
  - 3. f2–f4 d7–d5 4. f4xe5 Sf6xe4 5. Dd1–f3 Sb8–c6 6. Lf1–b5 Se4xc3 ist die Hauptvariante
- 2. … Sb8–c6
  - 3. Lf1–c4 oder f2–f4 (verschiedene Wiener Gambitvarianten).
  - 3. Sg1–f3 leitet zum Drei- oder Vierspringerspiel über.
  - 3. f2–f4 e5xf4 4. d2–d4, das Steinitz-Gambit
  - 3. f2–f4 e5xf4 4. Sg1–f3 g7–g5 5. d2–d4, das Pierce-Gambit
  - 3. f2–f4 e5xf4 4. Sg1–f3 g7–g5 5. h2–h4 g5–g4 6. Sf3–g5, das Hamppe-Allgaier-Gambit
  - 3. f2–f4 e5xf4 4. Sg1–f3 g7–g5 5. Lf1–c4 g5–g4 6. 0–0, das Hamppe-Muzio-Gambit. 6. … g4xf3 7. Dd1xf3 und hier ist Sc6–e5 möglich.
- 2. … Lf8–c5 (Siehe Unsterbliche Remispartie) sollte mit 3. Sg1–f3 d7–d6 4. d2–d4 beantwortet werden   (3. … Sb8–c6 führt zum Dreispringerspiel).